# Lycenchelys kolthoffi
Lycenchelys kolthoffi är en fiskart som beskrevs av Jensen, 1904. Lycenchelys kolthoffi ingår i släktet Lycenchelys och familjen tånglakefiskar. Inga underarter finns listade i Catalogue of Life.